# Ares Tavolazzi
Ares Tavolazzi (Ferrara, 12 luglio 1948) è un bassista e contrabbassista italiano di musica jazz.

## Biografia
Studia violoncello e contrabbasso al Conservatorio Girolamo Frescobaldi di Ferrara.
Inizia la carriera di bassista suonando per la cantante Carmen Villani, nel gruppo beat Avengers (in cui alla batteria c'è un altro ragazzo di Ferrara, Ellade Bandini), con cui incide anche un 45 giri omonimo nel 1965 per la Bluebell (alla voce c'è Carmen Villani), oltre che partecipare a quasi tutti i 45 giri della cantante.
Nel 1969 forma sempre con Ellade Bandini e con il tastierista milanese Vince Tempera il gruppo The Pleasure Machine, con cui incide cinque 45 giri nei tre anni successivi.

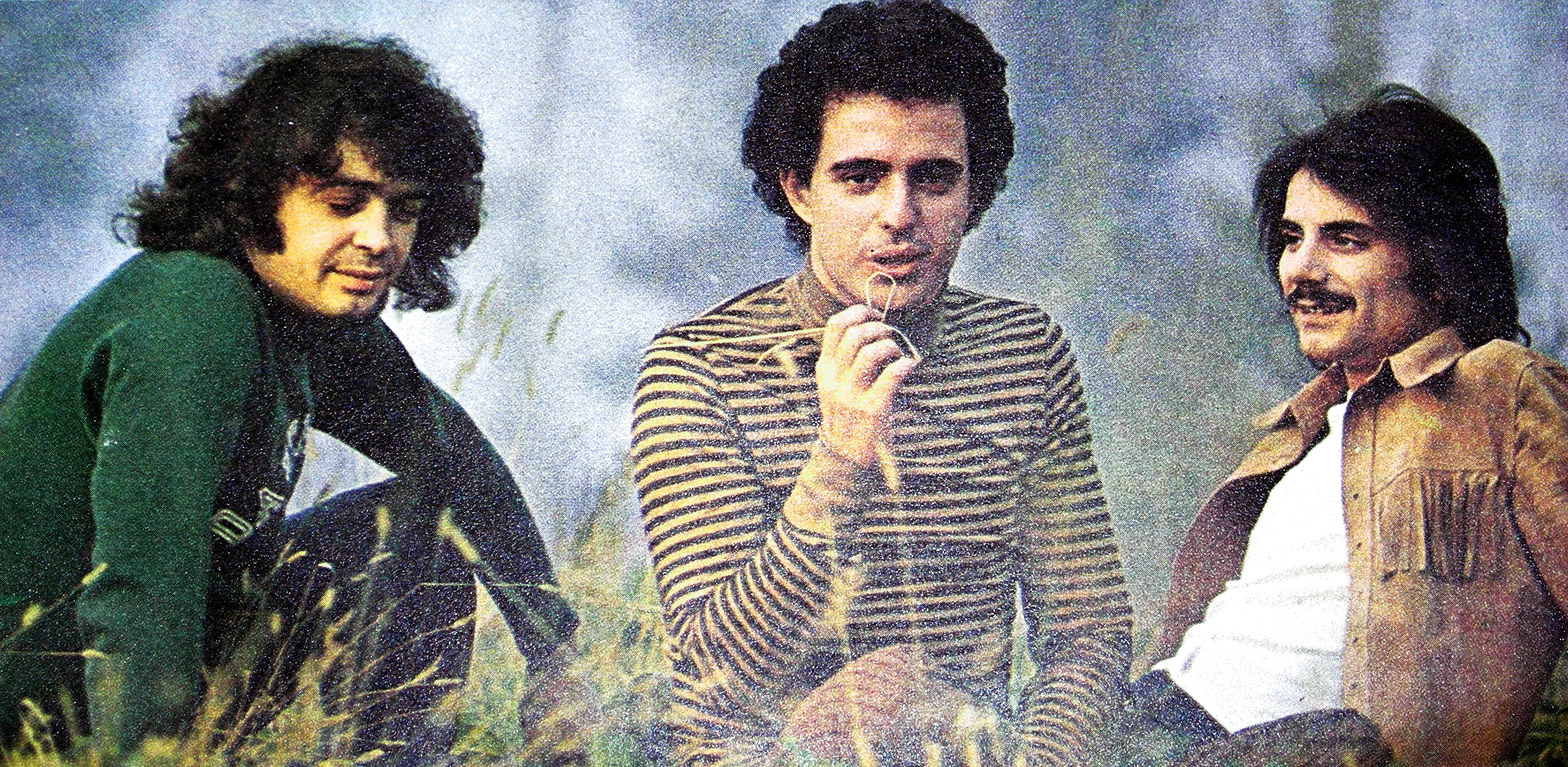
Da sinistra a destra: Ellade Bandini, Vince Tempera e Ares Tavolazzi nel 1970, ai tempi dei The Pleasure Machine

Con gli stessi musicisti inizia a lavorare come turnista nelle sale di registrazione milanesi partecipando al disco L'isola non trovata di Francesco Guccini e Terra in bocca de I Giganti; in quest'ultima occasione lega con Enrico Maria Papes.
Dopo lo scioglimento dei The Pleasure Machine, entra dal 1973 al 1983 nel gruppo storico d'avanguardia Area, rimasto senza bassista dopo la partenza di Patrick Djivas, entrato nella Premiata Forneria Marconi: insieme a Demetrio Stratos, Patrizio Fariselli, Paolo Tofani  e Giulio Capiozzo, registra oltre 10 LP e partecipa a numerose manifestazioni anche internazionali. Nel medesimo periodo si avvicina alla musica jazz, frequentando l'ambiente jazzistico di New York.
Nel 1978 presterà la sua opera al basso e nei cori per Ufo Robot dell'ex compagno nei Pleasure Machine Vince Tempera, e sarà con lui coautore della prima sigla finale della serie, Shooting Star, in cui suonerà anche il basso.
Continua in quegli anni l'attività di turnista, suonando in alcuni dischi di artisti quali: Mina, Eugenio Finardi, Paolo Conte e continuando (anche dal vivo a partire dal 1982) la collaborazione con Francesco Guccini.

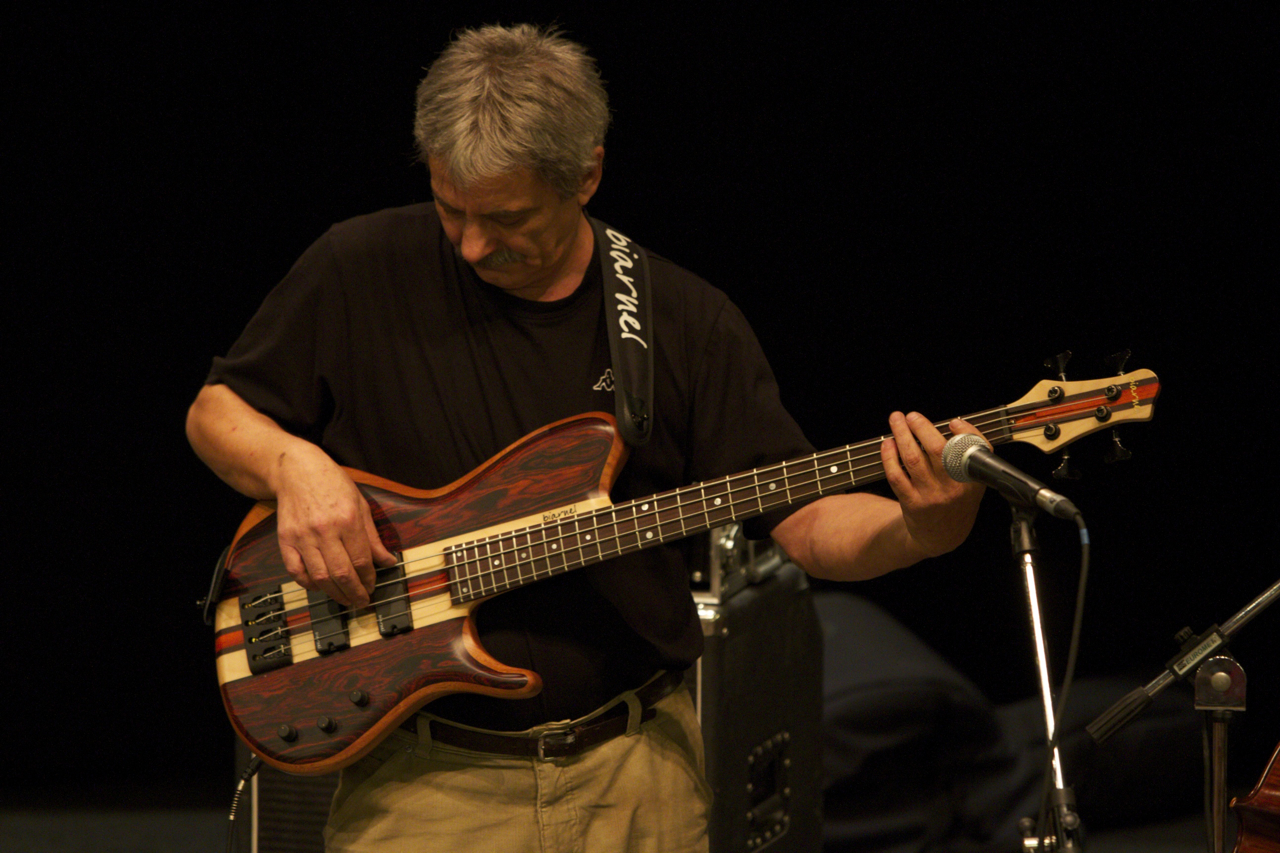
Ares Tavolazzi nel 2011

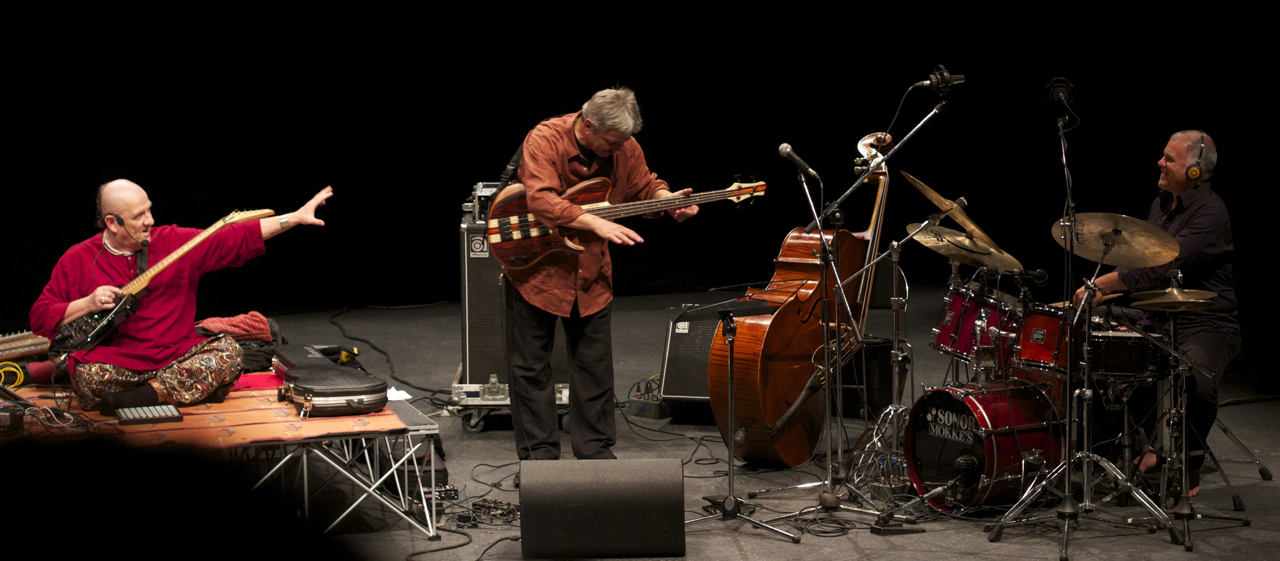
Ares Tavolazzi con Paolo Tofani e Walter Paoli durante Area - reunion tour nel 2011

Nel 1982 partecipa al tour italiano dell'orchestra di Gil Evans, con Steve Lacy e Pietro Tonolo. Sempre nel 1982 collabora all'incisione della Rock Opera "Roadissea" (Pubblicata dalla Pelo Record di Ferrara)
Per tre anni consecutivi (dal 1984 al 1986) è primo in una speciale classifica dei bassisti italiani indetta da Guitar Club.
Nel 1987 vince il premio A. Willaert come migliore musicista dell'anno.
Dal 1990 ad oggi collabora in concerti e registrazioni discografiche con numerosi musicisti italiani e stranieri, tra i quali: Stefano Cocco Cantini, Sal Nistico, Max Roach, Lee Konitz, Phil Woods, Mau Mau, Massimo Urbani, Enrico Rava, Stefano Bollani, Walter Paoli, Franco D'Andrea, Dado Moroni, Ermanno Maria Signorelli, Enrico Pieranunzi, Roberto Gatto, Danilo Rea, Mike Melillo, Ray Mantilla, Carlo Atti, Paolo Fresu, Tino Tracanna, Gianni Basso, Simone Graziano, Gianluca Petrella, Vinicio Capossela e molti altri. Nel 1992 ha suonato, con Vince Tempera, Ellade Bandini, Massimo Luca e Maurizio Tirelli, nell'album Ma noi no dei Nomadi, l'ultimo pubblicato dal gruppo emiliano con il cantante Augusto Daolio.
Collabora negli anni a diversi lavori teatrali componendo e suonando dal vivo (di recente Ruth e Il Cantico dei Cantici per la Fondazione Teatro di Pontedera). Ha tenuto seminari sull'improvvisazione in tutta Italia, insegnando anche in scuole jazz di Milano, Bologna, Ferrara, Rovereto.
Nel 2011 assieme a Paolo Tofani, Patrizio Fariselli e Walter Paoli inizia l'AREA Reunion Tour, riproponendo gli storici brani degli AREA privi di Demetrio Stratos, elemento che non è mai stato volutamente rimpiazzato. L'intenzione è quella di far sentire la crescita musicale, i singoli percorsi individuali degli esecutori e gli inevitabili cambiamenti, più che tentare una rimpatriata nostalgica.
Nel settembre 2015 partecipa all'iniziativa della rivista Musica Jazz in ricordo di Sergio Endrigo per il decennale della scomparsa, interpretando La rosa bianca nella raccolta Momenti di jazz, insieme a Walter Paoli, Bruno Cesselli e Mauro Negri.
Nel 2017 fonda con il batterista Christian Capiozzo ed il tastierista Leo Caligiuri il gruppo Three Generations Caligiuri/Tavolazzi/Capiozzo esibendosi dal vivo in trio e con ospiti come Enrico Rava, Flavio Boltro e Stefano Di Battista in numerosi festival.
Nel 2021 incide il primo disco dei Three Generations edito per la MaraCash record.

## Partecipazione a festival e rassegne musicali
Il 18 maggio 2016 ha suonato insieme al pianista Bruno Cesselli e al batterista Zlatko Kaučič in un concerto della seconda edizione della rassegna musicale Treviso Suona Jazz.

## Discografia

Ares Tavolazzi in concerto con gli Area nel 1979

### Da solista
- 2008 - Godot e altre storie di teatro

### Con Francesco Guccini
- 1970 - L'isola non trovata
- 1972 - Radici
- 1976 - Via Paolo Fabbri 43
- 1978 - Amerigo
- 1983 - Guccini
- 1984 - Fra la via Emilia e il West
- 1987 - Signora Bovary
- 1988 - ...quasi come Dumas..
- 1990 - Quello che non...
- 1993 - Parnassius Guccinii
- 1996 - D'amore di morte e di altre sciocchezze
- 2000 - Stagioni
- 2004 - Ritratti

### Con gli Area
- 1973 - Area - Caution Radiation Area
- 1974 - Area - Crac!
- 1975 - Area - Are(A)zione
- 1976 - Area - Maledetti (maudits)
- 1977 - Area - Anto/Logicamente
- 1978 - Area - 1978 gli dei se ne vanno, gli arrabbiati restano!
- 1980 - Area - Area '70
- 1980 - Area - Tic & Tac
- 2012 - Area - Live 2012

### Con Paolo Conte
- 1984 - Paolo Conte
- 1985 - Concerti
- 1987 - Aguaplano

### Con Three Generations Caligiuri-Tavolazzi-Capiozzo
- 2021 -  Three Generations

### Altre collaborazioni
- 1971 - I Giganti - Terra in bocca
- 1972 - Alberto Radius - Radius
- 1972 - Claudio Lolli - Aspettando Godot
- 1973 - Antonello Venditti - L'orso bruno
- 1974 - Lucio Battisti - Anima latina
- 1977 - Alberto Camerini - Gelato metropolitano
- 1978 - Mauro Pagani - Mauro Pagani
- 1978 - Actarus - Atlas Ufo Robot
- 1979 - La banda dei bucanieri - Capitan Harlock
- 1980 - Edoardo De Angelis - Anche meglio di Garibaldi
- 1981 - Angelo Branduardi - Branduardi '81
- 1982 - Opera Rock - Roadissea
- 1983 - Zucchero Fornaciari - Un po' di Zucchero
- 1988 - Lucio Dalla e Gianni Morandi - Dalla/Morandi
- 1989 - Bruno Lauzi - Inventario latino
- 1989 - Pierangelo Bertoli - Sedia elettrica
- 1991 - Dik Dik - Come fossero farfalle
- 1992 - Nino Buonocore - La naturale incertezza del vivere
- 1996 - Vinicio Capossela - Il ballo di San Vito
- 1999 - Stefano Bollani - Mambo italiano
- 2000 - Vinicio Capossela - Canzoni a manovella
- 2003 - Enrico Rava - Full of life
- 2006 - Vinicio Capossela - Ovunque proteggi
- 2007 - Stefano Bollani - I’m in the Mood for Love